# Calamidia hirta
Calamidia
Genre
Espèce
Synonymes
- Lithosia hirta Walker, 1854
- Calamidia salpinctis Meyrick, 1886

Calamidia hirta, unique représentant du genre Calamidia, est une espèce de lépidoptères (papillons) de la famille des Erebidae et de la sous-famille des Arctiinae.
On la trouve en Australie, notamment au Queensland, en Nouvelle-Galles du Sud, au Victoria et en Tasmanie.